# Síndrome dolorosa miofascial
A Síndrome Dolorosa Miofascial (SDM) é uma das causas mais comuns de dor musculoesquelética. A SDM é uma síndrome caracterizada por dor crônica devido a pontos gatilhos e contrações da fáscia muscular.
As características de um ponto gatilho miofacial incluem: nódulos palpáveis dolorosos, reprodução da dor à palpação do ponto gatilho, endurecimento do músculo à palpação do ponto gatilho, pseudo-fraqueza do músculo envolvido, dor referida, e limitação de amplitude de movimento após aproximadamente 5 segundos de compressão do ponto gatilho.
A dor e a incapacidade resultante da SDM pode ser bastante significativa.

## Sintomas
Dor miofascial pode ocorrer em áreas distintas e isoladas do corpo. Como essa síndrome pode afetar qualquer musculatura ou fáscia, pode resultar em uma variedade de sintomas locais. Geralmente, a dor muscular é profunda, em aperto, e contínua.
Dependendo da intensidade e da localização dos pontos gatilhos, a dor pode variar desde uma dor leve até uma dor de forte intensidade. Os nódulos dos pontos gatilhos são muitas vezes palpáveis através da pele.
A dor geralmente não melhora por conta, sendo necessário uma avaliação e acompanhamento. Onde o paciente experimenta a dor pode não ser o local onde o gerador de dor miofascial está localizado, devido ao fenômeno da dor referida.

## Diagnóstico
O diagnóstico da SDM é eminantemente clínico. Apesar da SDM ser uma das causas mais comuns de dor crônica, muitos profissionais da área de saúde não a reconhecem, pois o diagnóstico depende apenas de uma história clínica, avaliando-se fatores causais, e o achado de pontos gatilhos com reprodução da dor ao exame físico musculo-esquelético.

## Causas
A fisiopatologia da dor miofascial permanece um mistério devido à investigação clínica limitada. No entanto, com base em relatos de casos e observações médicas, acredita-se que os pontos gatilho podem se desenvolver a partir de microlesões musculares repetitivas, ou tensão excessiva sobre um determinado músculo ou grupo muscular, ligamento ou tendão.
Acredita-se que a lesão crônica acaba gerando o ponto-gatilho, que por sua vez, causa dor. Além da dor local ou regional, as pessoas com SDM também podem sofrer de depressão, fadiga e distúrbios comportamentais, como com todas as condições de dor crônica.

## Síndrome dolorosa miofascial e fibromialgia
Embora a SDM e a Fibromialgia apresentem alguns sintomas comuns, como a hiperirritabilidade, as duas condições são distintas. Mesmo assim, um paciente pode sofrer concomitantemente de SDM e Fibromialgia.
Segundo nova classificação do Colégio Americano de Reumatologia de 2010, na Fibromialgia, o paciente geralmente apresenta uma dor crônica difusa, além de sintomas inespecíficos como irritabilidade, fadiga, insônia ou alterações do sono, além de sintomas somáticos como dor abdominal inespecífica, alterações de memória, dentre outras.
A dor da SDM geralmente é mais localizada, mas pode também afetar diversas partes do organismo. Os pacientes com SDM não necessariamente apresentam os sintomas referidos anteriormente comuns aos pacientes fibromiálgicos.

## Tratamento
O tratamento da dor crônica envolve intervenções que visam à analgesia, diminuição do desconforto, melhora da funcionalidade do paciente, e melhora da qualidade de vida. Assim, o objetivo não é simplesmente o alívio da dor. Geralmente, em pacientes com dor crônica, não é possível a completa eliminação da sensação dolorosa, devido à neuromodulação cerebral. O controle dos sintomas geralmente deve ser realizado com terapias farmacológicas como também terapias não farmacológicas como a fisioterapia. A fisioterapia visa dar melhor qualidade de vida com tratamentos direcionados a essa patologia como citado acima.